# Epascestria pustulalis
Epascestria pustulalis — вид лускокрилих комах родини вогнівок-трав'янок (Crambidae).

## Поширення
Вид поширений в Європі та Західній Азії. Присутній у фауні України.

## Опис
Розмах крил 17-20 мм, довжина переднього крила 9-10 мм. Забарвлення крил мінливе — жовто-коричневе, світло-коричневе, червоно-коричневе, каштаново-коричневе або темно-коричневе. Задні крила зазвичай трохи темніші, ніж передні. На передніх крилах є ряд витягнутих жовтих або жовто-білих крапок, які розпадаються на два ряди посередині крила. Задні крила, як правило, рівномірно забарвлені, дуже рідко мають декілька невиразних світлих плям посередині. Бахрома на передньому і задньому крилах зазвичай трохи світліша.

## Спосіб життя
Метелики літають з травня по вересень. Трапляються на сухих луках, узліссях, серед чагарників. Буває два покоління за рік. Личинки живляться листям воловика і синяка, мінуючи його.